# Липовский сельсовет (Башкортостан)
Липовский сельсовет — административно-территориальная единица и муниципальное образование в Архангельском районе Республики Башкортостан России.
Законом «О границах, статусе и административных центрах муниципальных образований в Республике Башкортостан» муниципальное образование наделено статусом сельского поселения.

## Население
| 2002  | 2009  | 2010  | 2012  | 2013  | 2014  | 2015  |
| ----- | ----- | ----- | ----- | ----- | ----- | ----- |
| 1529  | ↗1561 | ↘1351 | →1351 | ↘1337 | ↘1328 | ↘1290 |
| 2016  | 2017  |       |       |       |       |       |
| ↗1291 | ↘1272 |       |       |       |       |       |

## Состав сельского поселения
| № | Населённый пункт      | Тип населённого пункта       | Население |
| - | --------------------- | ---------------------------- | --------- |
| 1 | Благовещенка          | село, административный центр | ↘490      |
| 2 | Кумурлы               | село                         | ↘296      |
| 3 | Новошареево           | деревня                      | ↘223      |
| 4 | Новочишма             | деревня                      | ↘166      |
| 5 | Белорус-Александровка | деревня                      | ↘86       |
| 6 | Асы                   | деревня                      | ↗32       |
| 7 | Новокызылярово        | деревня                      | ↗30       |
| 8 | Новые Сарты           | деревня                      | ↘28       |